# Dorfkirche Kemnitz (Nuthe-Urstromtal)

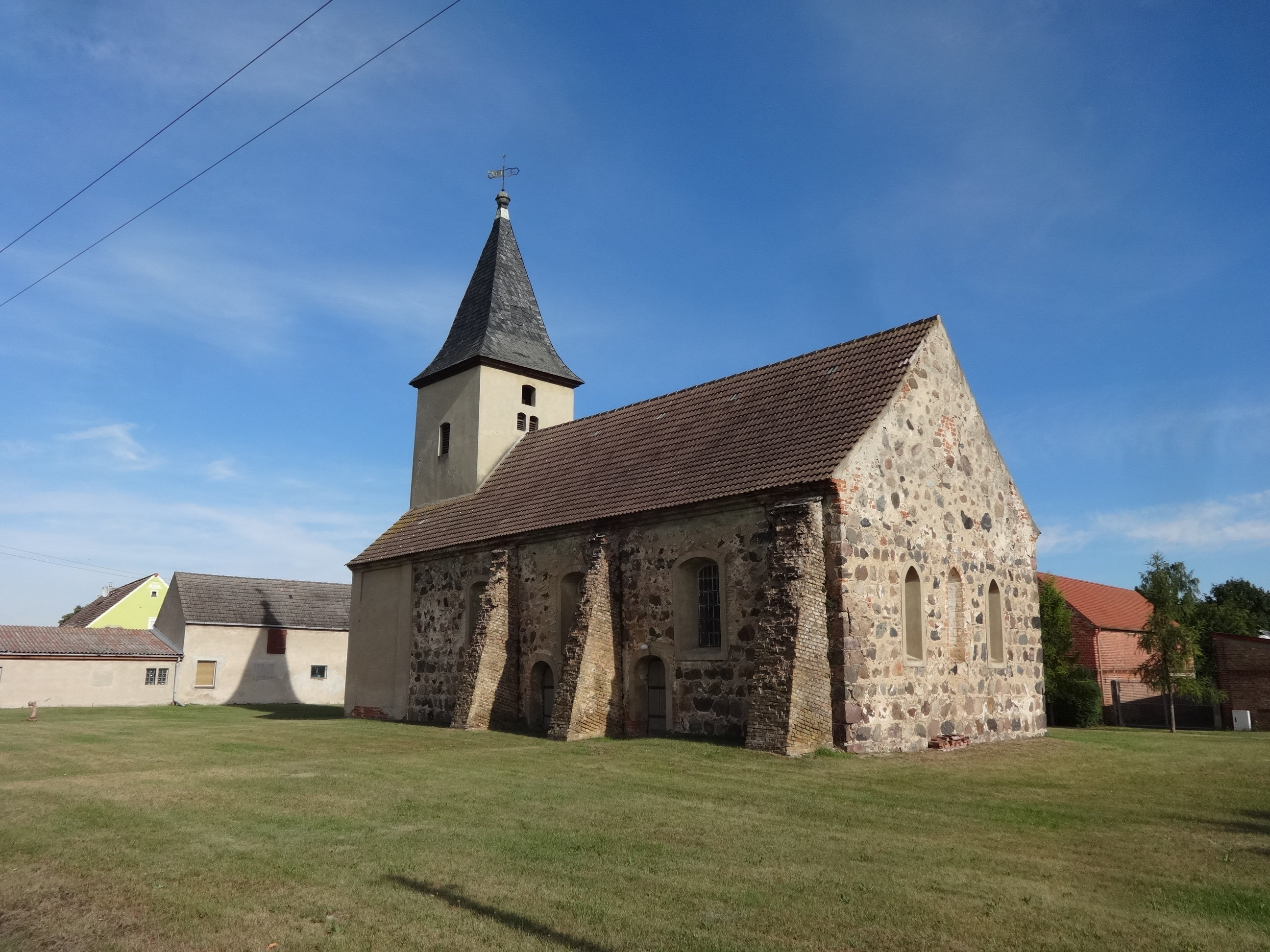
Dorfkirche Kemnitz

Die evangelische Dorfkirche Kemnitz ist eine Feldsteinkirche in Kemnitz, einem Ortsteil der Gemeinde Nuthe-Urstromtal im Landkreis Teltow-Fläming in Brandenburg.

## Geschichte
Der Sakralbau entstand vermutlich in der ersten Hälfte des 14. Jahrhunderts. 1739 erweiterte die Kirchengemeinde das Bauwerk nach Westen hin um einen Kirchturm.

## Architektur

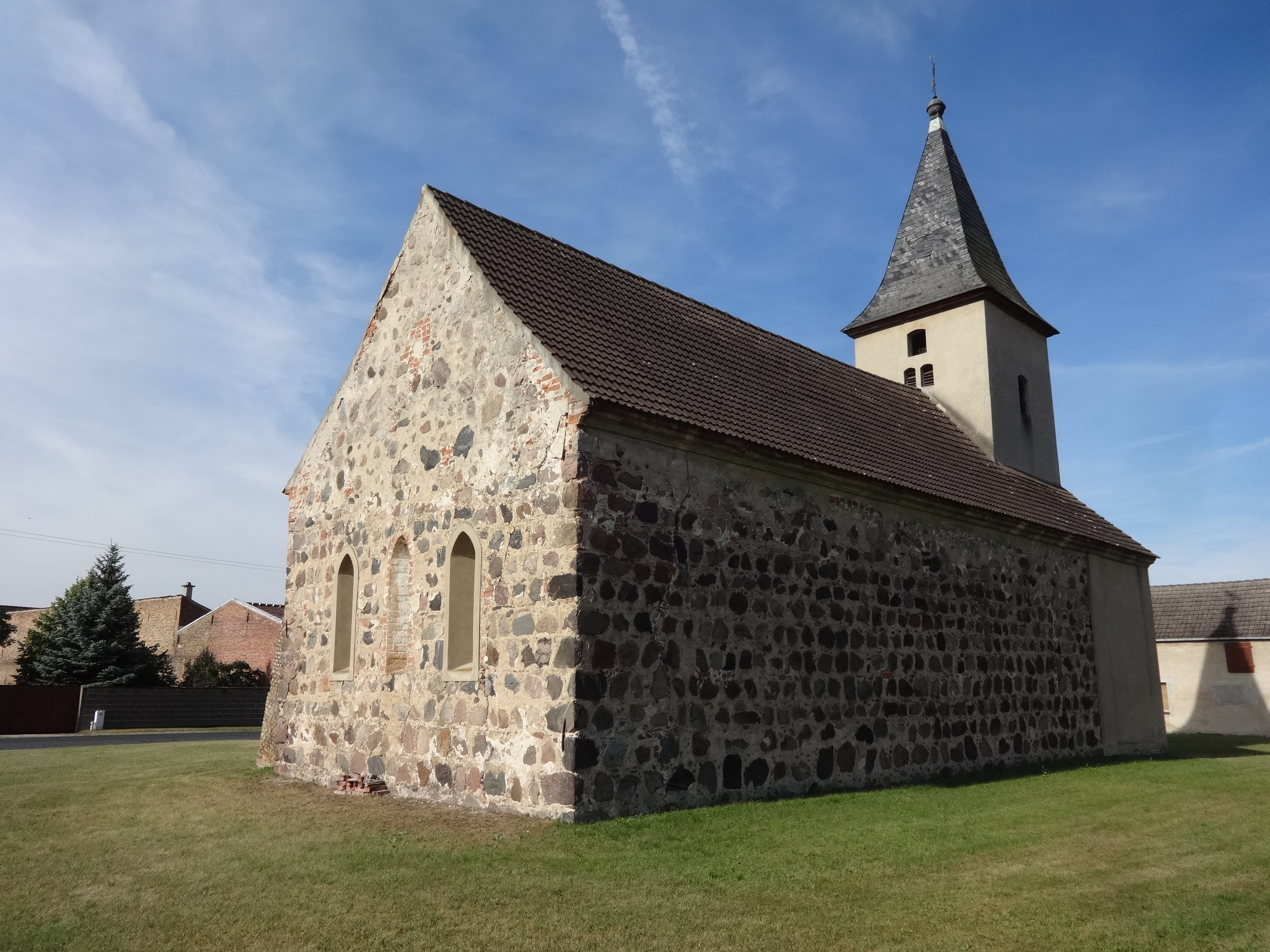
Ansicht von Nordosten

Das Bauwerk wurde im Wesentlichen aus Feldsteinen errichtet. Diese sind teilweise behauen und lagig geschichtet. An der Südseite des Kirchenschiffs sorgen drei massive, dreieckförmige Strebepfeiler aus Mauerziegeln für Stabilität. Dazwischen befindet sich je ein barock vergrößertes, segmentbogenförmiges Fenster mit einer verputzten Fasche. Diese Laibung wurde aus Mauerziegeln hergestellt, wie der Betrachter an einer ausgebesserten Stelle am mittleren Fenster erkennen kann. Gleiches gilt für die beiden Portale, die sich jeweils links neben dem mittleren Fenster sowie neben dem östlich gelegenen Fenster befinden. Der Chor ist gerade ausgeführt und mit einer schmalen Dreifenstergruppe versehen, deren mittleres Fenster zugesetzt ist. Auch hier ist die Laibung aus Mauerziegeln hergestellt worden. Im Giebel verlaufen die Linien der Feldsteine. Die nördliche Schiffswand wurde aus lagigen Feldsteinen errichtet – ungewöhnlicherweise ohne jegliche Fenster. Es sind Ausbesserungsarbeiten mit Mauerziegeln und Granitsplittern erkennbar. Es gibt keine Hinweise, dass sich zu einem früheren Zeitpunkt dort Öffnungen befanden. Der Westturm ist aus verputzten Mauerziegeln in derselben Breite wie das Kirchenschiff errichtet worden. Die Ecken sind mit Lisenen betont. Der Zugang erfolgt über ein schlichtes, rechteckiges Portal. Daneben sind links ein, rechts zwei ebenfalls schlichte und rechteckige Fenster. Im Untergeschoss sind dies die einzigen Öffnungen. Im ebenfalls verputzten Turmgeschoss sind vier Klangarkaden einbaut, wobei die östlich gelegene kleiner und höher gesetzt ist. Das Pyramidendach ist schwarz eingedeckt und schließt mit einer Turmkugel und Wetterfahne ab.

## Ausstattung
Im Innern steht ein hölzerner Kanzelaltar aus der ersten Hälfte des 18. Jahrhunderts. Der Korb ist mit Säulen verziert; die Wangen mit Akanthus und Putten. Die Westempore entstand in der Mitte des 18. Jahrhunderts. Weiterhin ist im Chor eine Sakramentsnische eingebaut. Das Bauwerk besitzt ein hölzernes Tonnengewölbe.